# Берягина, Любовь Михайловна
Любовь Михайловна Берягина (10 декабря 1929, Липецкая область — 31 мая 2004) — доярка Коляновского плодопитомнического совхоза Ивановского района.

## Биография
Родилась 10 декабря 1929 года в селе Ломове Раненбургского района Рязанской области (ныне — Чаплыгинский район Липецкой области), в крестьянской семье. Русская. В 1946 году окончила 8 классов, собиралась продолжить учёбу, но жизнь повернулась иначе. Через несколько месяцев умер отец и девушка, чтобы поддержать мать, пошла работать.
В 1946 году по вербовке приехала в Иваново, на меланжевый комбинат имени Фролова. Трудовую деятельность начала ученицей съёмщицы. В августе 1947 года поступила учиться на вечернее отделение Ивановского хлопчатобумажного техникума. Продолжала работать на комбинате, стала помощником мастера. Многотиражная газета «Меланжист» не раз писала о её умелом подходе к людям, высоких, деловых качествах. Продолжая учёбу, поступила на первый курс Ивановского текстильного института. Однако учёбу не окончила.
В 1955 году переехала в деревню Крутово Ивановского района, где вступила в колхоз «Красный труженик». Первые наряды молодой колхознице выписали в полеводческую бригаду. Вскоре вышла замуж и стала Берягиной.
Со временем перешла работать на ферму плодопитомнического совхоза «Коляновский» дояркой. Взяла группу из 12 коров. Достигла высокой производительности труда. В 1965 году добилась отличного результата: надоила при ручной дойке пять тысяч семь килограммов молока от каждой фуражной коровы. Награждена Золотой медалью ВДНХ (12.08.1966).
Указом Президиума Верховного Совета СССР от 22 марта 1966 года за достигнутые успехи в развитии животноводства, увеличении производства и заготовок мяса, молока, яиц, шерсти и другой продукции Берягиной Любови Михайловне присвоено звание Героя Социалистического Труда с вручением ордена Ленина и золотой медали «Серп и Молот».
В следующие годы добилась её больших результатов, довела надой до 5800 килограммов молока от каждой фуражной коровы. Член КПСС с 1967 года. В 1973 году, по состоянию здоровья, перешла на более легкую, не связанную с физическими нагрузками работу. Трудилась учётчиком первого отделения совхоза имени 50-летия СССР.
Жила в деревне Крутово Ивановского района. Скончался 31 мая 2004 года. Похоронена на кладбище села Панеево Ивановского района.
Награждена орденом Ленина, медалями.